# Automatismo de puerta de garaje

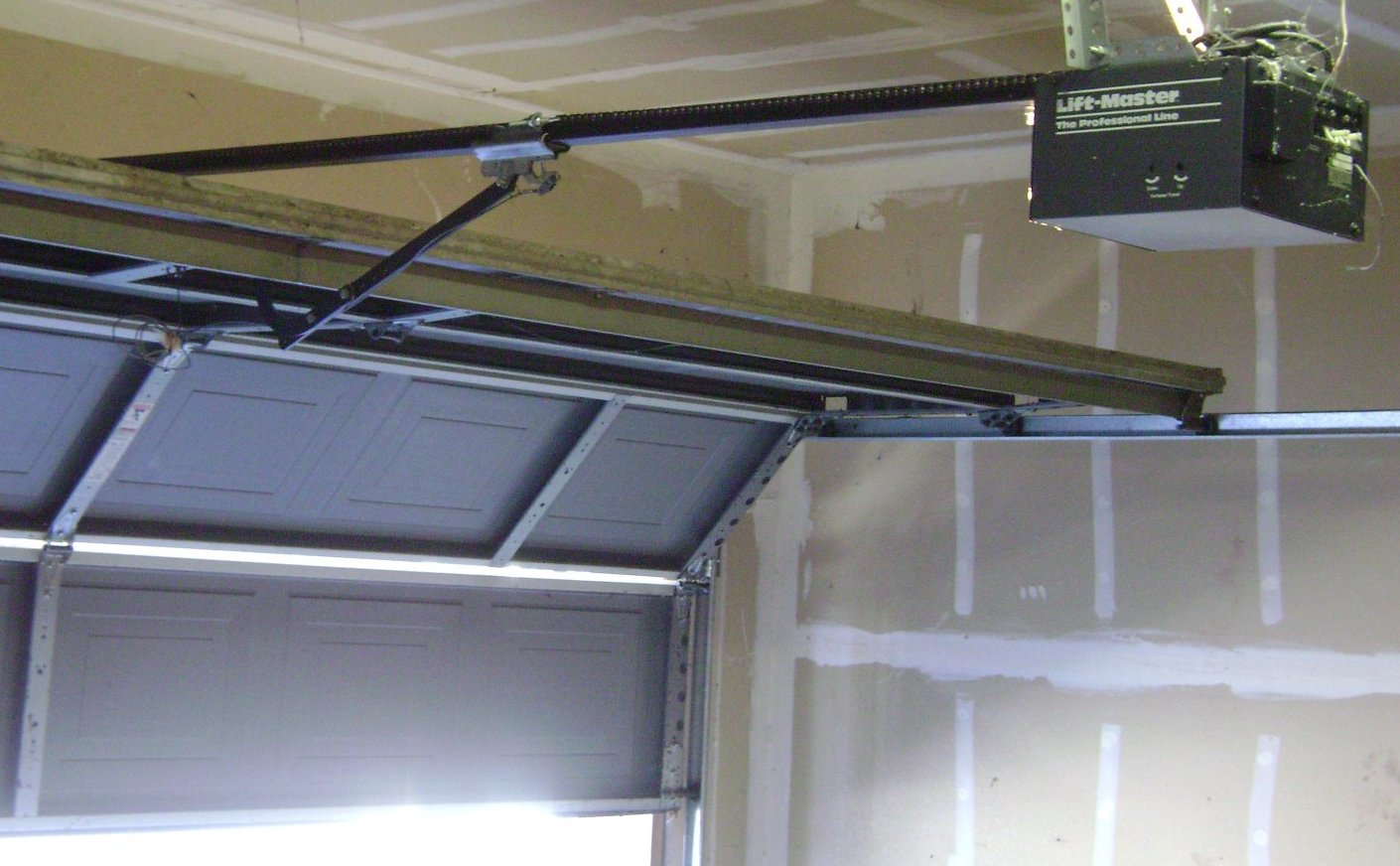
Un automatismo de puerta de garaje residencial. El motor está en la caja en la esquina superior derecha.

Un automatismo de puerta del garaje es un dispositivo motorizado que abre y cierra puertas de garaje. La mayoría están controladas por una caja de control en la pared del garaje, comandada con interruptores o lectores accesibles desde la ventanilla del conductor o vía radio mediante un mando o llave remota manejada por el mismo.

## Automatismo electromecánico
El automatismo eléctrico para puerta de garaje fue inventado por CG Johnson en 1926 en Hartford City, Indiana. Los abrepuertas eléctricos para garajes no se hicieron populares hasta que Era Meter Company of Chicago ofreció uno después de la Segunda Guerra Mundial donde la puerta de garaje se podía abrir a través de un teclado ubicado en un poste al final del camino o un interruptor dentro del garaje.

## Tipos de puertas
Aparte de que los mecanismos de apertura puedan ser de transmisión directa, por cadena, por correa, por tornillo, o mediante un árbol de transmisión; por su forma de desplazarse al abrir y cerrar, hay cinco tipos principales de puertas de garaje.
- puertas enrollables.
- puertas basculantes
- puertas seccionales
- puertas correderas
- puertas batientes
- puertas tipo acordeón .

### Persiana enrrollable
Este tipo de mecanismo, basado en una persiana enrrollable clásica, es uno de los más populares. Este estilo de automatismo se usó con frecuencia en puertas comerciales, pero en los últimos años se ha adaptado para uso residencial. Este estilo de automatismo consiste en un motor que se conecta al lateral de la varilla de torsión y mueve la puerta hacia arriba y hacia abajo simplemente girando la varilla. Estos automatismos necesitan algunos componentes adicionales para funcionar de manera segura para uso residencial. Estos incluyen un monitor de tensión del cable, para detectar cuándo se rompe un cable, y un mecanismo de bloqueo separado para bloquear la puerta cuando está completamente cerrada. Estos tienen la ventaja de que liberan espacio en el techo que ocuparían un automatismo y un riel ordinarios. Estos también tienen la desventaja de que la puerta debe tener una barra de torsión para acoplar el motor.

### Puerta basculante
Como en un ascensor, el motor eléctrico no proporciona la mayor parte de la energía para mover una puerta de garaje pesada. En cambio, la mayor parte del peso de la puerta se compensa con un contrapeso conectado a la puerta, funcionando por gravedad o mediante unos muelles. (incluso las puertas de garaje operadas manualmente tienen contrapesos, de lo contrario serían demasiado pesadas para que una persona las pudiera abrir o cerrar).
otro tipo de mecanismo, conocido como automatismo de jackshaft, es uno de los más populares. Este estilo de automatismo se usó con frecuencia en puertas comerciales, pero en los últimos años se ha adaptado para uso residencial. Este estilo de automatismo consiste en un motor que se conecta al lateral de la varilla de torsión y mueve la puerta hacia arriba y hacia abajo simplemente girando la varilla. Estos automatismos necesitan algunos componentes adicionales para funcionar de manera segura para uso residencial. Estos incluyen un monitor de tensión del cable, para detectar cuándo se rompe un cable, y un mecanismo de bloqueo separado para bloquear la puerta cuando está completamente cerrada. Estos tienen la ventaja de que liberan espacio en el techo que ocuparían un automatismo y un riel ordinarios. Estos también tienen la desventaja de que la puerta debe tener una barra de torsión para acoplar el motor.

### Puerta seccional

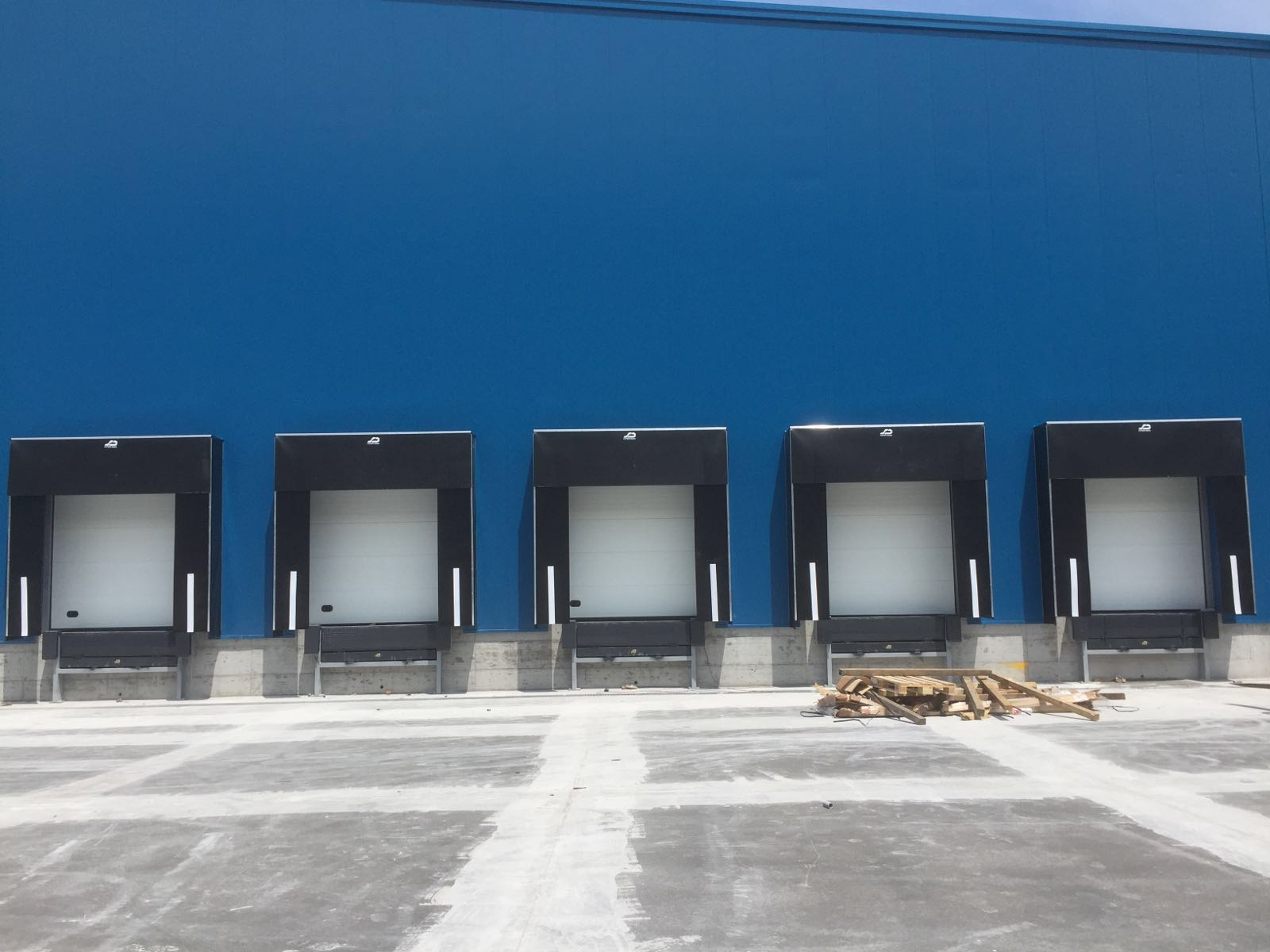
Las puertas seccionales son puertas que se usan en garajes y en muelles de carga y descarga.

En un diseño con muelles típico, los resortes de torsión aplican un par a un eje, y ese eje aplica una fuerza a la puerta contrapeso cables. El automatismo eléctrico proporciona solo una pequeña cantidad de fuerza para controlar qué tan lejos se abre y se cierra la puerta. En la mayoría de los casos, el automatismo de la puerta del garaje también mantiene la puerta cerrada en lugar de una cerradura..
El automatismo de puerta de garaje eléctrico típico consiste en una unidad motora que con un motor eléctrico. La unidad de potencia se conecta a una pista. Un carro conectado a un brazo que se conecta a la parte superior de la puerta del garaje se desliza hacia adelante y hacia atrás en la vía, abriendo y cerrando la puerta del garaje. El carro se jala a lo largo de la cadena por una cadena , correa o tornillo que gira cuando se opera el motor. Un mecanismo de liberación rápida se adjunta al carro para permitir que la puerta del garaje se desconecte del automatismo para operación manual durante una falla de energía o en caso de emergencia. Los interruptores de límite en la unidad de potencia controlan la distancia que abre la puerta del garaje y se cierra una vez que el motor recibe una señal del control remoto o botón de pared para operar la puerta
La unidad de potencia cuelga del techo y está ubicada hacia la parte trasera del garaje. El extremo de la pista en el extremo opuesto de la unidad de potencia se conecta a un soporte de cabecera que se adjunta a la pared del encabezado sobre la puerta del garaje. El cabezal de potencia generalmente es compatible con hierro de ángulo perforado.

## Control remoto
Los primeros automatismos inalámbricos de puertas de garaje fueron inventados y desarrollados por dos inventores estadounidenses al mismo tiempo, uno en Illinois y el otro en el estado de Washington. Eran desconocidos el uno para el otro.
Primera etapa: Los primeros controles remotos del abre-puertas de garaje eran simples y consistían en un simple transmisor (el control remoto) y un receptor que controlaba el mecanismo de apertura. El transmisor transmitiría en una frecuencia designada; el receptor escucharía la señal de radio, luego abriría o cerraría el garaje, dependiendo de la posición de la puerta. El concepto básico de esto se remonta a la Segunda Guerra Mundial. Este tipo de sistema se usó para detonar bombas remotas. Si bien era novedosa en ese momento, la tecnología siguió su curso cuando los abrepuertas de garaje se volvieron ampliamente disponibles y utilizados. Entonces, una persona no solo abrió la puerta de su garaje, también abrieron la puerta del garaje de su vecino. Mientras que el control remoto de la puerta del garaje tiene poca potencia y alcance, era lo suficientemente potente como para interferir con otros receptores en el área.
Segunda etapa: el sistema de apertura de puertas de garaje inalámbrico se ocupó del problema de frecuencia compartida. Para rectificar esto, se desarrollaron sistemas multicodo. Estos sistemas requieren que el propietario de una puerta de garaje preestablezca un código digital mediante el cambio de ocho a doce interruptores DIP en el receptor y el transmisor. Si bien estos interruptores proporcionaron sistemas de puertas de garaje con 2 8 = 256 a 2 12 = 4.096 códigos diferentes, no fueron diseñados teniendo en cuenta la alta seguridad; la intención principal era evitar la interferencia con sistemas similares cercanos. Los criminales pudieron vencer la seguridad básica de este sistema probando diferentes códigos en un transmisor regular. También podrían hacer capturadores de código para grabar y retransmitir una señal, o escáneres de código, que intentarían todas las combinaciones posibles en un corto período de tiempo. Los automatismos multicódigo se volvieron impopulares en áreas donde la seguridad era un problema, pero debido a su facilidad de programación, tales abresurcos a menudo se usan para operar cosas tales como las compuertas en complejos de apartamentos cerrados.
Una etapa intermedia del mercado de abrepuertas de garaje entre la segunda y tercera etapa eliminó los interruptores DIP y usó controles remotos preprogramados a uno de aproximadamente 3.5 mil millones de códigos únicos. Este sistema era retrocompatible con los códigos remotos del interruptor DIP, y cada código remoto (ya sea con interruptores DIP o con un código único preprogramado) se puede agregar a la memoria del receptor presionando el botón de aprendizaje en el automatismo, y puede eliminarse de la memoria del receptor sosteniéndola. Si bien el código transmitido por el control remoto todavía estaba fijo, el usuario no lo podía cambiar (excepto si usaba controles remotos con interruptor DIP heredado) y era mucho más difícil de duplicar a menos que dos controles remotos compartieran el mismo código (lo cual era muy poco probable ya que de dos controles remotos que comparten el mismo código era de 1 entre 3.5 mil millones, excepto si se usaron controles remotos con interruptor DIP heredado). Este enfoque fue una mejora con respecto a los códigos de conmutación DIP fijos, pero pronto se volvió obsoleto cuando los dispositivos rolling code (que genera un nuevo código en cada prensa) estuvieron disponibles.
Tercera etapa: del mercado de abrepuertas para garaje utiliza un rango de espectro de frecuencia entre 300-400 MHz y la mayoría de los transmisores / receptores se basan en la tecnología de códigos de salto o de balanceo . Este enfoque evita que los delincuentes graben un código y lo vuelvan a reproducir para abrir una puerta de garaje. Como se supone que la señal es significativamente diferente de la de cualquier otro control remoto de puerta de garaje, los fabricantes afirman que es imposible que otra persona que no sea el propietario del control remoto abra el garaje. Cuando el transmisor envía un código, genera un nuevo código usando un codificador. El receptor, después de recibir un código correcto, usa el mismo codificador con la misma semilla original para generar un nuevo código que aceptará en el futuro. Debido a que hay una alta probabilidad de que alguien accidentalmente presione el botón de apertura mientras no esté dentro del alcance y desincronice el código, el receptor genera códigos de look-a-head con anticipación.El código continuo es el mismo método de seguridad utilizado en las llaves remotas de los automóviles, y en algunos protocolos de Internet para sitios seguros.
Cuarta etapa: Esta etapa de los sistemas de apertura de puertas de garaje es similar a la tercera etapa, pero está limitada a la frecuencia de 315 MHz. El rango de frecuencias de 315 MHz evita la interferencia del sistema de radio móvil terrestre (LMRS) utilizado por el ejército de los EE. UU.
Los siguientes estándares son utilizados por las unidades fabricadas por Chamberlain (incluyendo LiftMaster y Craftsman )
| fechas        | Sistema                                                 | Color del botón de programación y led en la unidad       | Color del led en el control remoto * |
| ------------- | ------------------------------------------------------- | -------------------------------------------------------- | ------------------------------------ |
| 1984-1993     | 8-12 Dip Switch en 300-400 MHz                          | botón blanco, gris o amarillo con led rojo               | rojo                                 |
| 1993-1997     | Código de mil millones en 390 MHz                       | botón verde con led verde o rojo                         | verde                                |
| 1997-2005     | Seguridad + (código variable) en 390 MHz                | botón naranja o rojo con led ámbar                       | ámbar o ninguno                      |
| 2005-presente | Seguridad + (código variable) en 315 MHz                | botón morado con led ámbar                               | ninguna                              |
| 2011-presente | Seguridad + 2.0 (código variable) en 310, 315 y 390 MHz | botón amarillo con led ámbar y cables de antena amarilla | rojo o azul                          |

* No aplicable a teclados numéricos de entrada o a mandos universales.
Las unidades fabricadas por Overhead Door Corporation y su filial The Genie Company utilizan las siguientes normas:
| Fechas        | Sistema                                                         |
| ------------- | --------------------------------------------------------------- |
| 1985–1995     | 9–12 DIP Switch a 360, 380, o 390 MHz                           |
| 1995–2005     | Intellicode / CodeDodger (código variable) en 390 MHz           |
| 2005–presente | Intellicode / CodeDodger (código variable) en 315 MHz           |
| 2011–presente | Intellicode 2 / CodeDodger 2 (código variable) en 315 y 390 MHz |

## Duplicado de mandos y llaves remotas

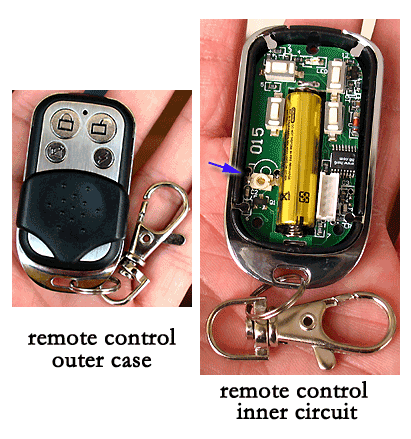
Una foto típica de ambos el caso exterior y circuito interior de un automatismo de puerta del garaje control remoto.

Muchos controles remotos del abrepuertas de garaje usan codificación de código fijo que usa interruptores DIP o soldadura para hacer el proceso de codificación de pines de dirección, y generalmente usan pt2262 / pt2272 o circuitos integrados compatibles. Para estos controles remotos de abrepuertas de garaje de código fijo, uno puede clonar fácilmente el control remoto existente utilizando un duplicador de control remoto de autoaprendizaje (copia remota) que puede hacer una copia del control remoto usando el copiado cara a cara.

## Características adicionales
Las características adicionales que se han agregado a lo largo de los años han incluido:
- Luces de cortesía automáticas que se encienden cuando se abre la puerta (o mediante sensores de movimiento) y se apagan automáticamente después de un retraso preestablecido
- Una función de bloqueo remoto, que apaga el receptor de radio mientras está de vacaciones o ausente por un tiempo prolongado.
- La disponibilidad de accesorios ha aumentado, incluyendo características tales como teclados inalámbricos, controles remotos de cadena y cerrojos operados por solenoide para bloquear la puerta.

También hay disponibles funciones más sofisticadas, como un sensor integrado de monóxido de carbono para abrir la puerta en caso de que el garaje se inunde con gases de escape. Otros sistemas permiten la activación de la puerta a través de Internet para permitir que los propietarios abran la puerta de su garaje desde su oficina para las entregas.
Otra innovación reciente en el automatismo de puertas de garaje es un teclado inalámbrico basado en huellas digitales. Esta unidad se conecta al exterior de la puerta del garaje en la jamba y permite a los usuarios abrir y cerrar sus puertas con solo presionar un dedo, en lugar de crear un número de identificación personal (PIN). Esto es especialmente útil para las familias con niños

## Seguridad
La puerta del garaje generalmente es el objeto en movimiento más grande en un hogar. Un automatismo de puerta de garaje mal ajustado puede ejercer fuerzas fuertes y mortales y no puede revertir la puerta del garaje en caso de emergencia. Las instrucciones del fabricante brindan orientación al usuario sobre el ajuste y el mantenimiento correctos del automatismo.
Los automatismos de puertas de garaje fabricados e instalados en los Estados Unidos desde 1982 deben proporcionar un mecanismo de liberación rápida en el carro que permita que la puerta del garaje se desconecte del automatismo de la puerta del garaje en caso de atrapamiento. automatismos de puertas de garaje fabricados desde 1982 también están obligados a invertir la puerta del garaje si golpea un objeto sólido..
De acuerdo con la ley federal de los EE. UU. (UL 325), los automatismos de puertas de garaje fabricados para EE. UU. Desde 1993 deben incluir un sistema secundario de inversión de seguridad, como sensores fotoeléctricos o sensores, montados cerca del piso. Otros ejemplos de sistemas de inversión de seguridad, permitidos dentro de la guía de UL 325, incluyen bordes eléctricos de seguridad, que retroceden con aproximadamente 15 libras de presión hacia abajo, y una puerta de garaje y sistema de apertura sin ojos, testeados juntos, que se invierten aproximadamente 15 libras de presión.